# Mányoki S. István
Mányoki S. István (17. század) református lelkész.

## Élete
1640. szeptember 29-én lépett Debrecenben a református iskola felsőbb osztályaiba. 1647. január 27-től Franekerben teológiát tanult. 1648. december 27-én Debrecenben tanár volt, de már 1650. január 10-én közte és a tanulók közt egyenetlenség támadt, melyet április 3-án a generális zsinaton intéztek el. Mányoki Debrecenből távozott és teológiai tanulmányok végett ismét külföldi egyetemekre ment. Leidenben is tanult.

## Munkái
- Disputatio Theologica Secvnda De Nominibus Schismaticis impositis Eccelsiis Christianis, Quam Favente Nomine Triuno, Svb Praesidio ... Friderici Spanhemii Publice defendendam suscipit. Lugduni Batavorum, 1648.
- Disputatio Theologica de Matrimonio. Quam, Divina favente gratia, Praeside D. Constantino Caesare ... Publice defendet. Uo. 1648.
- Dipsvtationvm Theologicarum In Confessionem & Apologiam Remonstrantium, Quinquagesima-octava, In qua ad caput vigesimum agitur, De divinisComminationibus, & impiorum poenis, adeoque & de Reprobatione Qvam ... Sub Praesidio ... Jacobi Triglaudii ... publice defendere conabitur. Uo. 1648.
- Disputatio Theologica De Praedestinatione, Qvam ... Sub Praesidio ... Friderici Spanhemii ... Publice defendendam suscipit. Uo. 1648.